# Попівка (ліва притока Случі)
Попівка (рос. Поповка, Ставыська) — річка в Україні, у Старокостянтинівському районі Хмельницької області на Поділлі. Ліва притока Случі, (басейн Прип'яті).

## Опис
Довжина річки приблизно 7,90 км, найкоротша відстань між витоком і гирлом — 7,07  км, коефіцієнт звивистості річки — 1,12 . Формується багатьма безіменними струмками та загатами.

## Розташування
Бере початок у селі Мартинівці. Тече переважно на південний схід і у селі Коржівка впадає у річяку Случ, права притока Горині.

## Цікавинка
- На південно-західній стороні від села Коржівка річку перетинає автошлях Н03 (автомобільний шлях національного значення Житомир — Чернівці).